# Sainte-Eulalie-d'Olt

Sainte-Eulalie-d'Olt este o comună în departamentul Aveyron din sudul Franței. În 1 ianuarie 2022 avea o populație de 371 de locuitori.